# Western Connecticut State University

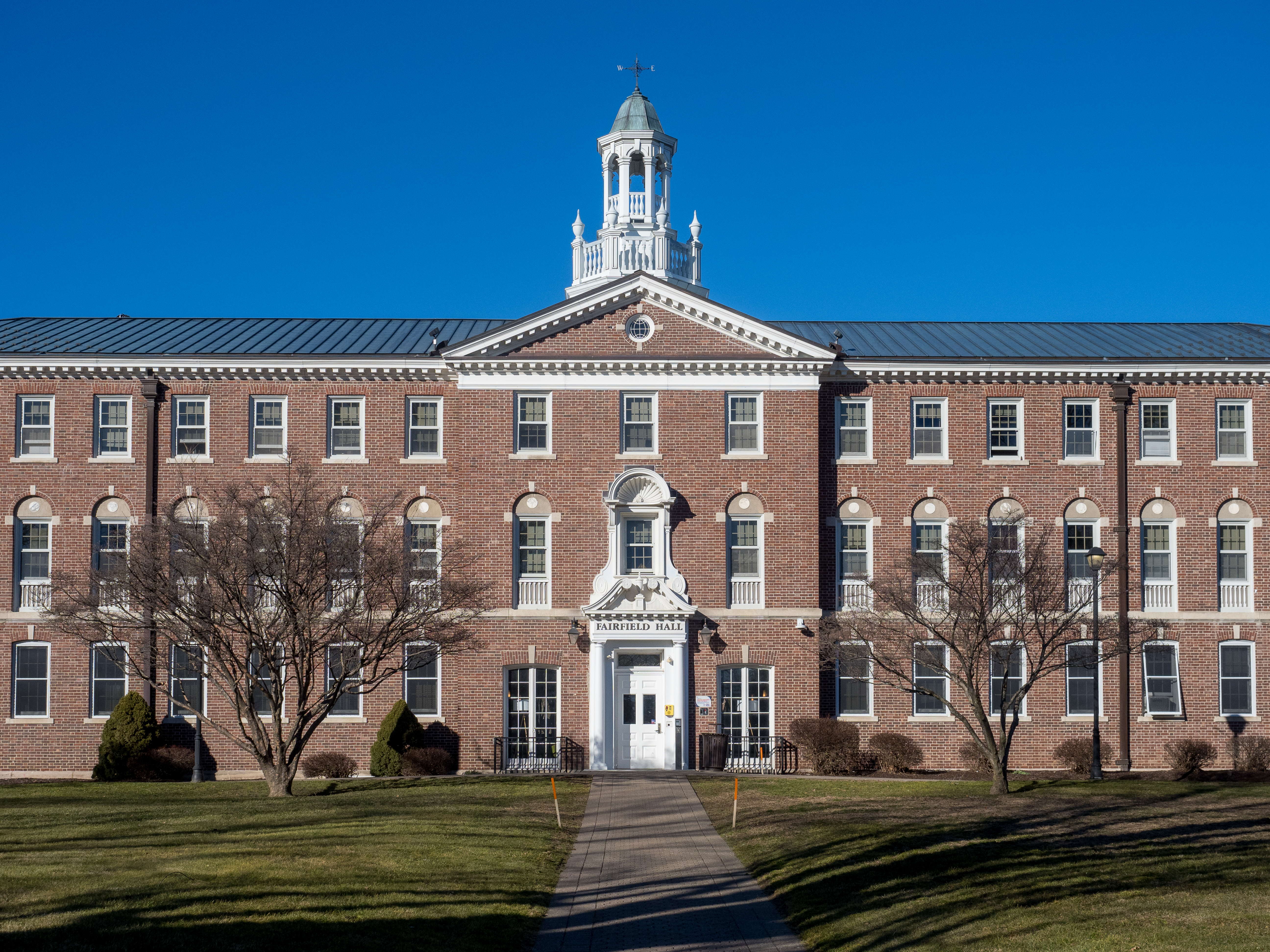
Western Connecticut State University (2024)

Die Western Connecticut State University (auch Western, WestConn oder WCSU genannt) ist eine staatliche Universität in Danbury im Norden des US-Bundesstaates Connecticut. Derzeit sind etwa 6000 Studenten eingeschrieben.

## Geschichte
Gegründet wurde die Hochschule 1893 als Danbury Normal School. Nach mehreren Namensänderungen erhielt sie ihren heutigen Namen 1983.

## Forschung
Zur WCSU gehört das Jane Goodall Center for Excellence in Environmental Studies, ein Forschungszentrum für Naturschutz, Umwelt und Wildtiere, benannt nach der britischen Verhaltensforscherin Jane Goodall.

## Sport
Die Sportteams der Western Connecticut State University sind die Colonials. Die Hochschule ist Mitglied in der Eastern College Athletic Conference.